# Кери (планина)
Кери (на английски: Kerry) е планина на остров Ирландия, разположена в крайната югозападна част на Република Ирландия, в едноименното графство Кери. Състои се от няколко силно разчленени масива със стръмни склонове, като основния масив е Макгиликадис Рикс с връх Керантуил 1041 m, най-високата точка на Република Ирландия. Планината се простира от запад на изток на протежение от 70 km и ширина до 20 km, на едноименния полуостров, дълбоко вдаващ се в океана между заливите Дингъл на север и Кенмър Ривър на юг. На запад завършва с няколко по-малки полуострова, навлизащи в морето между по-малки заливи във вид на риасов тип бряг. Климатът е влажен океански с годишна сума на валежите до 2500 mm. От нея водят началото си малки, къси, но целогодишно пълноводни реки, като най-голяма е Лан, протичаща през езерото Лох Лейн и вливаща се в залива Дингъл. В долините на височина до 300 – 400 m се срещат широколистни гори с подлес от вечнозелена растителност, а нагоре са разположени силно овлажени торфища, мочурища и тресавища. Развито е овцевъдството с целогодишна паша на открито.